# Kałamarnica olbrzymia
Kałamarnica olbrzymia, kalmarzec (Architeuthis dux) – gatunek kałamarnicy z rodziny Architeuthidae. Obok Mesonychoteuthis hamiltoni jeden z dwóch największych mięczaków na świecie. Ma dziesięć ramion (w tym dwa dłuższe z haczykowatymi przyssawkami). Największy znany okaz, znaleziony w 1887 przy brzegach Nowej Zelandii, miał średnicę oczu dochodzącą do 37 cm, a długość ciała do 18 m (z czego ok. 12 m przypadało na macki). Zwierzę to jest przypuszczalnie źródłem legend o krakenie; jest to jeden z przypadków, gdy istnienie stworzenia uważanego za mityczne znajduje potwierdzenie.
W lipcu 2011 roku grupie naukowców współpracujących z telewizjami Discovery i NHK udało się wykonać pierwsze w historii nagranie żywego okazu kałamarnicy olbrzymiej. Osiągnięcie zostało poprzedzone ponad setką prób dokonywanych w absolutnej ciszy, by nie spłoszyć zwierzęcia. Film nagrano w pobliżu wysp Ogasawara, tysiąc kilometrów od Tokio.

## Tryb życia
O stworzeniach tych wiadomo bardzo niewiele, gdyż niemal cała dostępna wiedza pochodzi od martwych okazów wyrzuconych na brzeg lub szczątków znajdowanych w żołądkach kaszalotów.
Nie jest jasne, jak szybko rosną kałamarnice olbrzymie i jak długo mogą żyć – niektórzy autorzy sugerowali, że długość życia nie przekracza dwóch lat, podczas gdy według innych mogą one żyć znacznie dłużej i znacznie wolniej rosną.
Architeuthis dux jest aktywnym drapieżnikiem wykorzystującym długie macki do chwytania zdobyczy. Dorosłe osobniki prawdopodobnie zasiedlają niewielkie obszary o stałym składzie fauny, podczas gdy młode mogą wędrować lub żywić się bardziej zmiennym pokarmem. W zbiornikach wodnych żyją przypuszczalnie od wód przypowierzchniowych do głębokości 1200 m, jednak przeważnie zasiedlają stoki kontynentalne na głębokości 300–600 m.

### Ekologia
Głównym drapieżnikiem polującym na Architeuthis jest kaszalot – wieloryby te nurkują na głębokość około kilometra, by polować na kałamarnice i zjadają ich bardzo duże ilości, o czym świadczą niestrawione chitynowe dzioby kałamarnic znajdowane w żołądkach złowionych kaszalotów. Rekordzista miał ich ponad osiemnaście tysięcy. Udział Architeuthis w diecie kaszalotów jest jednak zmienny – u niektórych populacji liczba tych kałamarnic stanowi ponad 42% spośród wszystkich głowonogów i ponad 82% ich masy, a u innych wynosi około 12% całkowitej liczby głowonogów. Na kałamarnice olbrzymie polują również rekiny polarne, jednak udział Architeuthis w ich diecie jest stosunkowo niewielki: stanowią one 3% liczebności ofiar rekina i 15% ich masy.
Kałamarnice olbrzymie żywią się głównie niewielkimi rybami, w ich żołądkach odnaleziono także szczątki skorupiaków, małży, żachw, płazińców oraz innych głowonogów, w tym również przedstawicieli własnego gatunku, co dowodzi występowania kanibalizmu u Architeuthis. Buławy ramion chwytnych oderwane w wyniku walk z innymi kałamarnicami mogą się regenerować.

## Systematyka
Naukowo opisano co najmniej dwadzieścia gatunków zaliczonych do rodzaju Architeuthis, jednak obecnie niektórzy autorzy uznają tylko trzy z nich, a inni – tylko A. dux. Pojawiały się m.in. przypuszczenia, że okazy wyrzucane na brzeg Atlantyku mogą należeć do innego rodzaju, niż te znajdowane na Oceanie Indyjskim lub Pacyfiku. W 2013 roku opublikowano wyniki analiz genetycznych, przeprowadzonych przez międzynarodowy zespół pod kierownictwem badaczy z Uniwersytetu Kopenhaskiego, w ramach których przebadano łącznie 43 okazy z całego świata. Z analiz wynika, że niezależnie od pochodzenia okazów, różnice genetyczne między nimi są znikome; wskazuje to, że wszystkie kałamarnice olbrzymie tworzą jedną populację i powinny zostać zaliczone do jednego gatunku.